# Колтурано
Колтурано (итал. Colturano) је насеље у Италији у округу Милано, региону Ломбардија.
Према процени из 2011. у насељу је живело 1032 становника. Насеље се налази на надморској висини од 91 м.

## Становништво
| 1931. | 1936. | 1951. | 1961. | 1971. | 1981. | 1991. | 2001. | 2011. |
| ----- | ----- | ----- | ----- | ----- | ----- | ----- | ----- | ----- |
| 979   | 969   | 1.096 | 979   | 724   | 963   | 1.285 | 1.934 | 1.952 |